# スコアボード

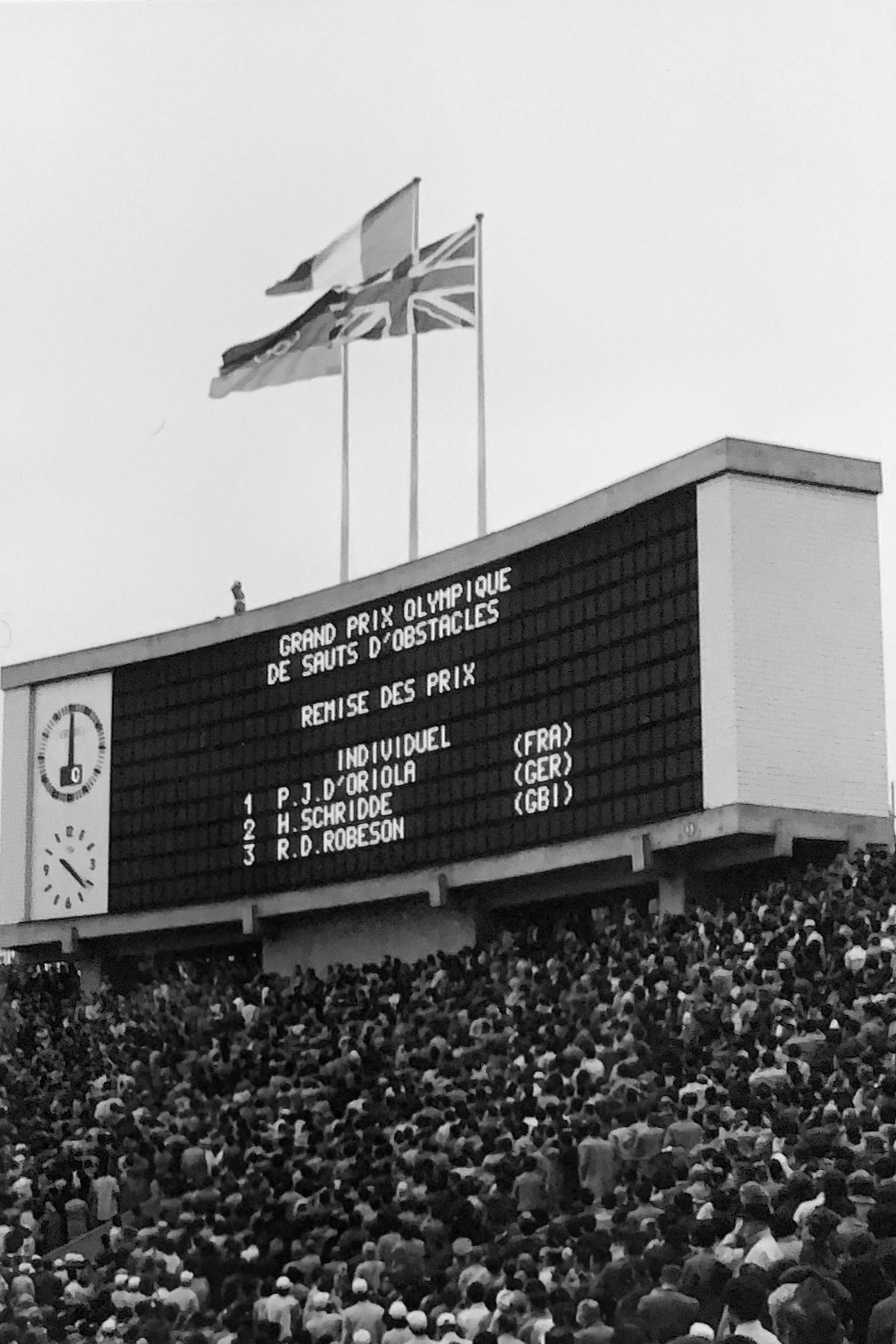
国立霞ヶ丘陸上競技場の電光掲示板（1964年）

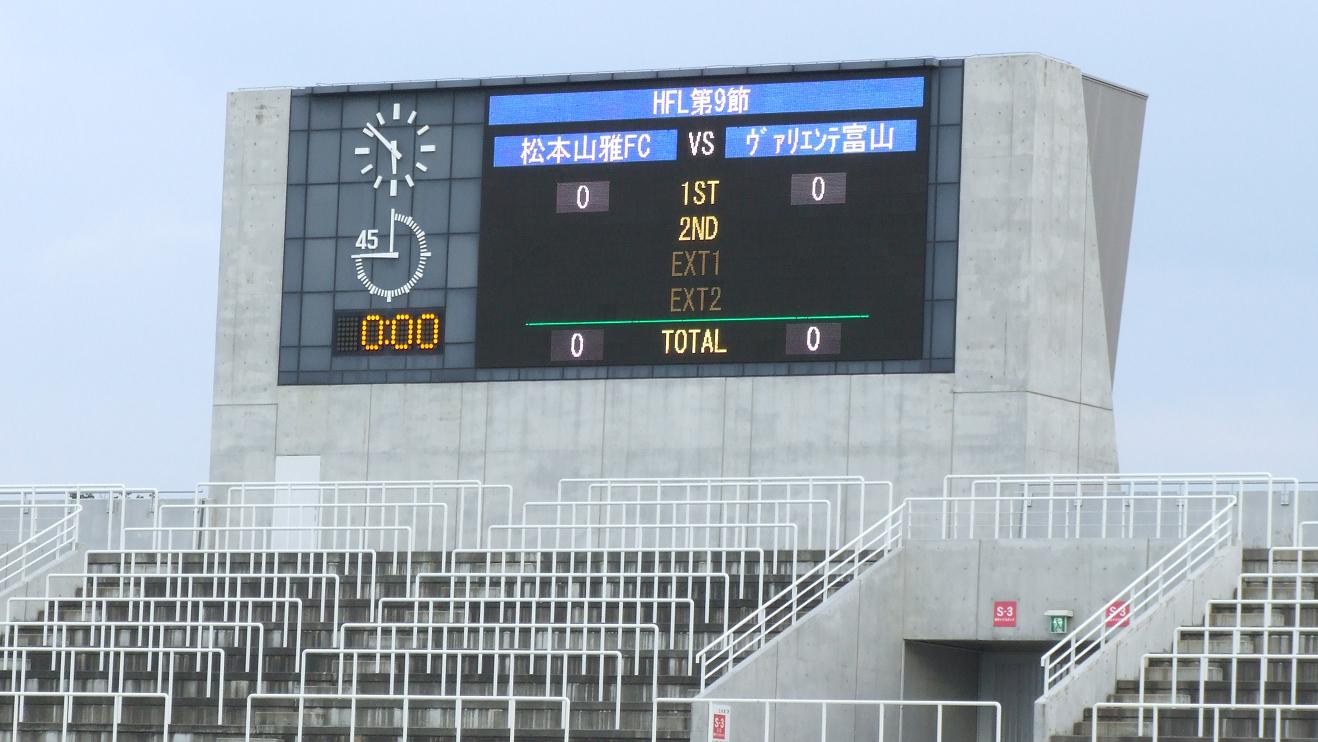
松本平広域公園総合球技場のスコアボード

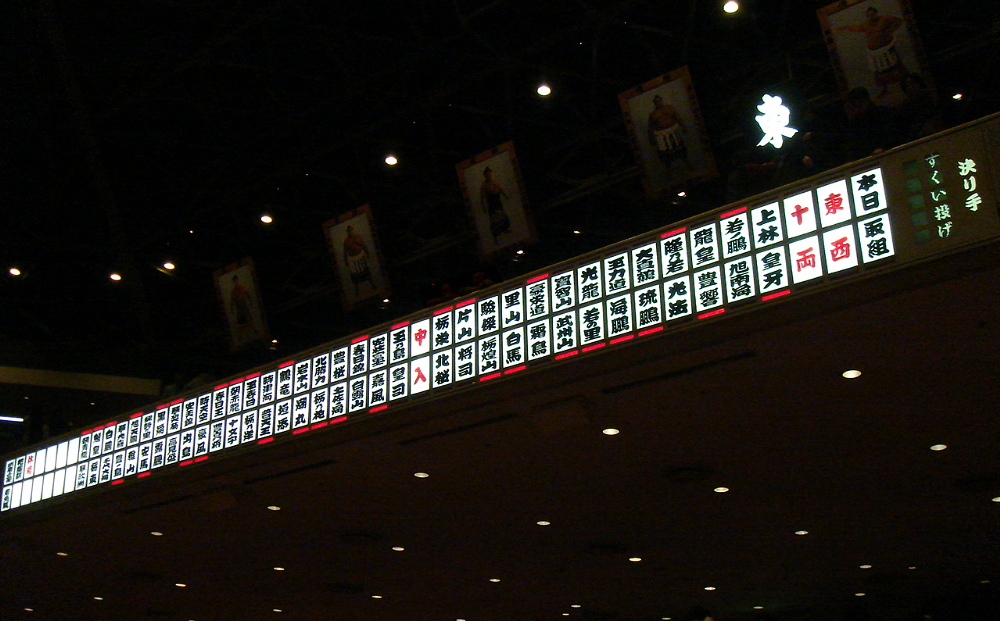
両国国技館のスコアボード

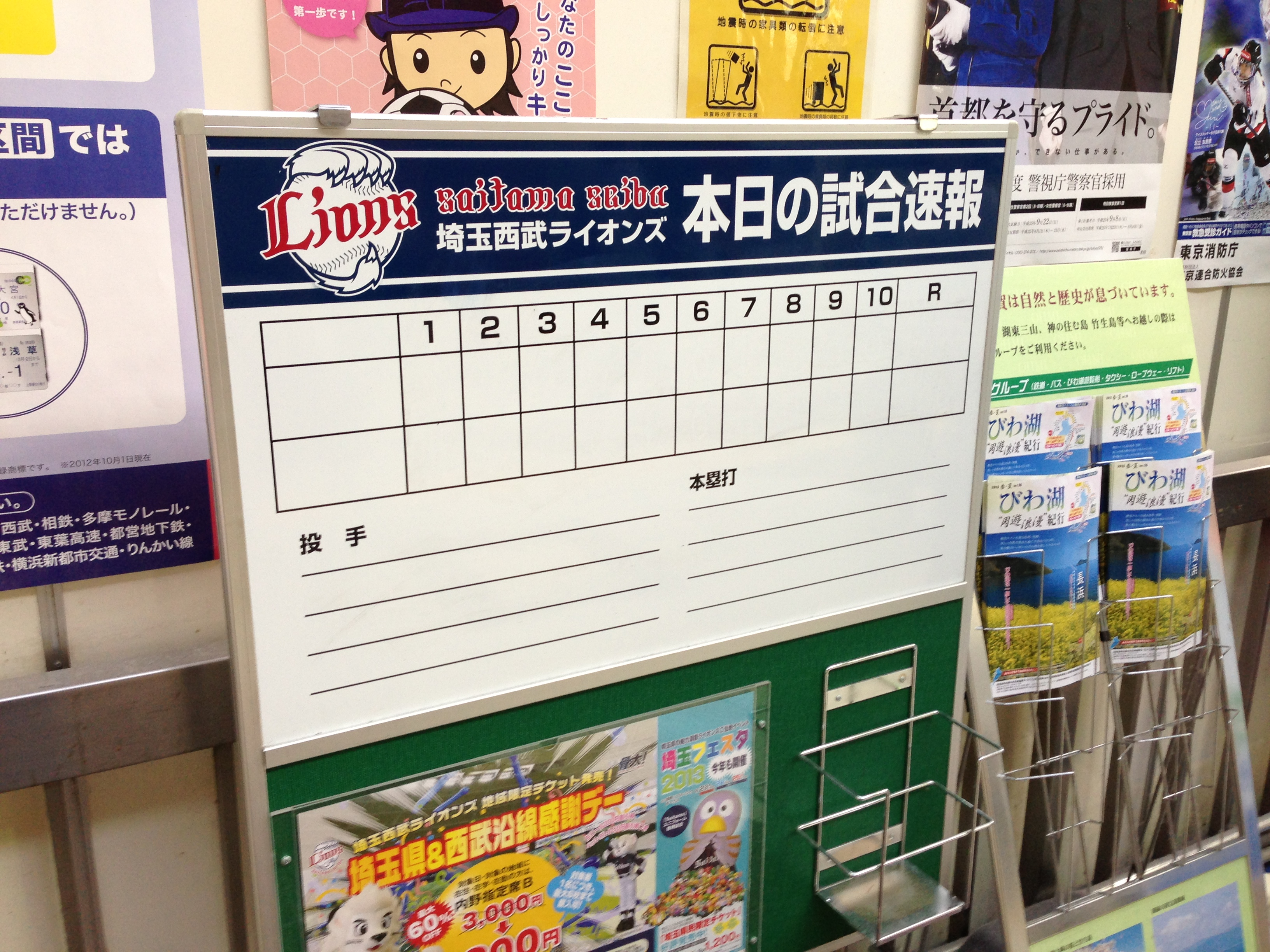
国分寺駅の埼玉西武ライオンズ「本日の試合速報」

スコアボードとは、スポーツの試合において得点などのゲームに関する情報を選手や審判、観客等に知らせることを目的とする設備。得点板。

## 競技場のスコアボード
スコアボードは競技場に設置される主要設備の一つであり、試合の進行状況などを観客をはじめとしたその場に居る人々に視覚的に知らせることを目的としている。1958年国立霞ヶ丘競技場陸上競技場に設置されたのをはじめとして20世紀後半以降のスコアボードは電光掲示板が主流となっている。近年競技場の新築、改修するにあたって設置されるスコアボードにはオーロラビジョン、アストロビジョンなどといった大型映像装置が採用されている。そのためコンサートなどといった試合以外のイベントで競技場が使用される場合にも、そのイベントに応じた形でのスコアボードの流用が可能となっている。
また自らは発光しないものの、磁気パネルを使い電光表示と同等のスコア表示や文字情報が表現できる「磁気反転型スコアボード」と呼ばれるものもある。特に地方都市にある競技場ではこれが利用されることが多い（特にレモンイエロー＜蛍光黄色＞と黒、または白と黒の2色のもの）。

## その他のスコアボード
スコアボードは学校や公園等にも設置される。設置方式としては埋込式や吊下式、キャスターの付いた移動式のものなどがある。得点表示方式としては、黒板やホワイトボードを用いて手書きするもの、電光掲示板を用いているものなどがある。